# Sud (jednotka)
Sud nebo soudek je stará česká měrná jednotka užívaná pro měření objemu kapalin.

## alternativní hodnoty
- jeden soudek – 11,62 litru = 6 pint
- jeden týnský sud nebo jen týnský –  124 litrů = 64 pint
- jeden svídnický sud nebo jen svídnický – 496 litrů = 256 pint
- jeden žitavský sud nebo jen žitavský – 992 litrů = 512 pint = 16 věder
  - poznámka – tato jednotka byla nazvána podle saského města Žitava

## podobná jednotka
- bečka (jednotka)

## Použitý zdroj
- Malý slovník jednotek měření, vydalo nakladatelství Mladá fronta v roce 1982, katalogové číslo 23-065-82